# Eurydice peraticis
Eurydice peraticis är en kräftdjursart som beskrevs av Jones 1974. Eurydice peraticis ingår i släktet Eurydice och familjen Cirolanidae. Inga underarter finns listade i Catalogue of Life.